# アルパイン・カウボーイズ
アルパイン・カウボーイズ（Alpine Cowboys）は、プロ野球独立リーグのペコス・リーグに加盟している野球チーム。本拠地は、アメリカ合衆国テキサス州アルパイン。

## 歴史
チームの歴史は古く、1946年にハーバート・L. コカーノットJr.が、セミプロ野球チームのアルパイン・キャッツをアルパイン・カウボーイズに再編成し、チームが誕生。1947年から1958年までコカーノット・フィールドをホーム球場として使用し活動していた。
2009年、ビッグベンド・カウボーイズ（Big Bend Cowboys）として、コンチネンタル・ベースボール・リーグに加盟。
2010年、リーグ優勝を果たす。
2011年から、コンチネンタル・ベースボール・リーグの解散に伴い、ペコス・リーグに移籍する。チーム名も、元々のアルパイン・カウボーイズに戻した。

## 主な所属選手
- ジョン・エドワーズ（2011、元：阪神タイガース）